# Tô pô hiển nhiên
Trong tô pô, một không gian tô pô hiển nhiên là một không gian mà trong đó các tập mở chỉ bao gồm tập rỗng và tập hợp toàn thể không gian.

## Chi tiết
Không gian tô pô hiển nhiên X có nhiều tính chất kỳ lạ
- Nó có một cơ sở duy nhất là {X}.
- Nếu X có nhiều hơn một điểm, nó không Hausdorff, và do đó không metric hóa được.
- X compact.
- X liên thông đường, và do đó, liên thông.

Phạm trù các không gian tô pô với tô pô hiển nhiên tương đương với phạm trù các tập hợp.